# 毛利元良
毛利 元良（もうり もとよし、1897年〈明治30年〉8月20日 - 1957年〈昭和32年〉5月31日）は、大正から昭和期の政治家、華族。貴族院男爵議員。位階は正四位。

## 経歴
男爵・毛利五郎の長男として生まれる。父の死去に伴い家督を継承し、1926年（大正15年）2月1日、男爵を襲爵した。
学習院高等科を修了し、第八高等学校で学んだ。1924年（大正13年）逓信省電気試験所嘱託となる。その後、国際観光局嘱託、情報局嘱託などを務めた。その他、朝鮮鉄道、朝鮮放送協会で勤務した。
1943年（昭和18年）5月6日、貴族院男爵議員補欠選挙で当選し、公正会に所属して活動し1947年（昭和22年）5月2日の貴族院廃止まで在任した。

## 親族
- 妻：鏉子（としこ、鍋島直虎三女）[1]
- 長男：元維（日本航空機長）[1]
- 孫 : 富浦元公(音楽家)